# Matthew Locke
Pour les articles homonymes, voir Locke.
Matthew Locke, né à Exeter vers 1621 et mort à Londres en août 1677, est un compositeur anglais de musique baroque.

## Biographie
Choriste à la cathédrale d'Exeter entre 1638 et 1641, il semble s'être exilé aux Pays-Bas entre 1640 et 1651, date à laquelle il revient en Angleterre. Il s’est peut-être converti au catholicisme pendant son exil.
Il est formé dans les chœurs de la cathédrale d’Exeter par Edward Gibbons, frère d’Orlando Gibbons.
Locke, avec Christopher Gibbons (en) (le fils d’Orlando), compose la musique de « Cupidon et la Mort », le masque du dramaturge James Shirley. Cette partition est la seule musique pour une œuvre dramatique qui nous reste de l’ère baroque. Locke fut l’un des cinq compositeurs qui fournirent de la musique pour « Le Siège de Rhodes » (1656), l’opéra de Sir William Davenant. Locke écrivit de la musique pour les opéras suivants de Davenant, « La cruauté des Espagnols au Pérou » (1658) et « L’Histoire de Sir Francis Drake » (1659). Il a écrit la musique de la marche de procession pour le couronnement de Charles II.
En 1673, le traité de Locke sur la théorie musicale, « Melothesia », a été publié. La page de titre le décrit comme Compositeur en Ordinaire de Sa Majesté, et Organiste de la Chapelle de Sa Majesté, ces monarques étant Charles II et Catherine de Bragance. Locke a également servi le roi Charles comme compositeur de musique pour instruments à vent (« Musique pour sacqueboutes et cornets du Roy »), et compositeur pour les violons. Son successeur dans le bureau de ce dernier fut Henry Purcell ; Locke était un ami de la famille et pourrait avoir eu une influence sur le jeune compositeur. En 1675, il compose la musique de l’opéra « Psyché » sur le livret de Thomas Shadwell.

## Principales œuvres
- Cupid and death, musique de scène écrite en collaboration avec Christopher Gibbons, 1653
- Musique pour le couronnement de Charles II, 1661
- La Tempête, musique de scène sur la pièce de William Shakespeare, 1667 : ouverture, intermèdes, canon final
- Macbeth, 1672, parfois attribué à Purcell
- Le Masque d'Orphée, musique de scène, 1673
- Psyché, l'un des premiers opéras (ou semi-opéras) anglais, sur un livret de Thomas Shadwell, sur une traduction du livret de Molière, Pierre Corneille et Philippe Quinault, provenant de la Tragédie-Ballet Psyché (1671) de Lully. Créé en 1675.